# Isak Bucht
Isak Wilhelm Bucht, född 11 augusti 1801 i Hietaniemi socken, död 14 oktober 1877 i Övertorneå socken, var en svensk präst.
Isak Bucht var son till Gustaf Bucht, som var klockare och organist i Hietaniemi kyrka; brodern Henrik Bucht blev kyrkoherde i Karl Gustavs församling. Han blev student vid Uppsala universitet hösten 1824 och prästvigdes i juli 1825 till pastorsadjunkt i Nedertorneå församling. I december 1833 blev han kollega vid Haparanda skola och var rektor där från 1 februari 1835 till slutet av vårterminen 1836. Bucht blev komminister i Överkalix församling 1 februari 1836 och var tillförordnad pastor där efter Christopher Almquists död 1843 till 1 maj 1845. I juni 1845 utnämndes han till Johan Wijkströms efterträdare som kyrkoherde i Övertorneå församling med tillträde 1 juli samma år. I augusti 1856 blev Bucht kontraktsprost i Västerbottens fjärde kontrakt. Han utnämndes till ledamot av Vasaorden 1873.
Bucht gifte sig 1828 med Brita Margareta Hæggman, som var dotter till pastorsadjunkten Eric Hæggman och fosterdotter till prosten Salomon Antman.
Makarnas dotter Wilhelmina Bucht var gift med postmästaren Abraham Montell och dottersonen Wilhelm Montell blev kyrkoherde i Finska församlingen i Stockholm.